# Manuela Dalla Valle
Manuela Dalla Valle (Como, 20 gennaio 1963) è un'ex nuotatrice italiana.
Specializzata nella rana e nei misti, ma competitiva in tutti gli stili nel nuoto, è stata la nuotatrice italiana più longeva: per quattro lustri ha partecipato a tutte le più grandi manifestazioni internazionali e ai campionati italiani in un periodo di 21 anni consecutivi nei quali ha vinto 63 titoli tra il 1978 e il 1998.

## Carriera
Esordisce in nazionale maggiore nel 1978, gareggiando nella coppa latina, dove vince i 200 m misti. Ha vinto 4 medaglie europee: due argenti a Strasburgo nel 1987 (100 m rana e 4x100 m mista); un argento (4x100 m mista) e un bronzo (100 m rana) a Bonn nel 1989.
Ha totalizzato ben 4 finali olimpiche individuali (record per una nuotatrice italiana), con un sesto posto nei 200 misti a Los Angeles, un ottavo posto nei 200 rana a Seoul e due settimi posti nei 100 e 200 rana a Barcellona.
È stata primatista italiana nei 100 m e 200 m rana e nei 200 misti. Dopo il ritiro è stata consigliere in rappresentanza degli atleti all'interno della Federazione Italiana Nuoto, ed ha intrapreso la carriera di allenatrice dapprima a Milano e poi in Svizzera, a Lugano.

## Palmarès
nota: questa lista è incompleta
| Giochi olimpici              | ---                     | 100 m rana                | 200 m rana              | 200 m misti             | 4×100 m st. libero           | 4×100 m mista                      |
| 1984 Los Angeles Stati Uniti | ---                     | squalificata in batteria  | 1ª in finale B 2'36"23  | 6ª 2'19"69              | 9ª - 3'52"89 frazione: 58"45 | 5ª - 4'17"40 frazione: 1'11"32     |
| 1988 Seul Corea del Sud      | ---                     | 4ª in finale B 1'10"95    | 8ª 2'29"86              | 25ª in batteria 2'22"85 | ---                          | 8ª - 4'13"85 frazione: 1'10"63     |
| 1992 Barcellona Spagna       | ---                     | 7ª 1'10"39                | 7ª 2'31"21              | ---                     | ---                          | 9ª - 4'12"77 frazione: 1'09"60     |
| 1996 Atlanta Stati Uniti     | ---                     | 7ª in finale B 1'11"19    | 26ª in batteria 2'34"76 | ---                     | ---                          | 8ª - 4'10"59 frazione: 1'09"42     |
| Campionati del mondo         | ---                     | 100 m rana                | 200 m rana              | 200 m misti             | 4×100 m st. libero           | 4×100 m mista                      |
| 1986 Madrid Spagna           | ---                     | 5ª 1'10"13                | 8ª 2'33"83              | ---                     | 7ª - 3'52"14 frazione: 58"55 | 4ª - 4'12"27 frazione: 1'09"72     |
| 1991 Perth Australia         | ---                     | 4ª 1'09"97                | 6ª 2'31"40              | ---                     | ---                          | squalificata :                     |
| 1994 Roma Italia             | ---                     | 7ª in finale B 1'11"13    | 4ª in finale B 2'32"76  | ---                     | ---                          | 6ª - 4'12"41 frazione: 1'10"68     |
| 1998 Perth Australia         | ---                     | 17ª in batteria 1'11"60   | ---                     | ---                     | ---                          | ---                                |
| Mondiali in vasca corta      | ---                     | 100 m rana                | ---                     | ---                     | 4×100 m st. libero           | 4×100 m mista                      |
| 1997 Goteborg Svezia         | ---                     | 3ª in finale B 1'09"99    | ---                     | ---                     | 9ª - 3'50"14 :               | 7ª - 4'08"56 frazione: 1'09"92     |
| Campionati europei           | ---                     | 100 m rana                | 200 m rana              | 200 m misti             | 4×100 m st. libero           | 4×100 m mista                      |
| 1983 Roma Italia             | ---                     | ---                       | ---                     | ---                     | 8ª - 3'54"68 :               | ---                                |
| 1985 Sofia Bulgaria          | ---                     | 8ª 1'12"31                | ---                     | ---                     | ---                          | 6ª - 4'15"43 :                     |
| 1987 Strasburgo Francia      | ---                     | Argento 1'09"66           | ---                     | ---                     | ---                          | Argento: 4'10"04 :                 |
| 1989 Bonn Germania Ovest     | ---                     | Bronzo 1'10"39            | 4ª 2'30"11              | ---                     | ---                          | Argento: 4'10"78 frazione: 1'09"56 |
| 1991 Atene Grecia            | ---                     | 4ª 1'10"54                | 5ª 2'32"52              | ---                     | ---                          | 5ª - 4'17"63 frazione: 1'09"47     |
| 1993 Sheffield Regno Unito   | ---                     | 6ª 1'11"11                | 4ª 2'33"12              | ---                     | ---                          | 4ª - 4'12"37 :                     |
| 1995 Vienna Austria          | ---                     | 3ª in finale B 1'11"84    | 5ª in finale B 2'34"89  | ---                     | ---                          | 4ª - 4'12"85 :                     |
| 1997 Siviglia Spagna         | ---                     | 3ª in finale B 1'11"48    | ---                     | ---                     | ---                          | 4ª - 4'12"50 frazione: 1'10"42     |
| Europei in vasca corta       | 50 m rana               | 100 m rana                | 200 m rana              | 200 m misti             | 4×50 m st. libero            | 4×50 m mista                       |
| 1991 Gelsenkirchen Germania  | ---                     | ---                       | ---                     | ---                     | ---                          | Argento: 1'55"84 :                 |
| 1996 Rostock Germania        | elim. in batteria 32"97 | elim. in batteria 1'11"13 | ---                     | ---                     | 4ª - 1'45"05 frazione: 26"66 | 5ª - 1'55"43 frazione: 32"38       |
| Giochi del Mediterraneo      | 100 m st. libero        | 100 m rana                | 200 m rana              | 200 m misti             | 4×100 m st. libero           | 4×100 m mista                      |
| 1979 Spalato Jugoslavia      | Argento 59"88           | ---                       | ---                     | ---                     | Oro: 3'58"89 :               | Oro: 4'24"19 :                     |
| 1983 Casablanca Marocco      | ---                     | Bronzo 1'13"68            | ---                     | Bronzo 3'22"97          | ---                          | ---                                |
| 1987 Latakia Siria           | ---                     | Oro 1'10"97               | Oro 2'33"21             | ---                     | Oro: 3'52"92 :               | Oro: 4'16"05 :                     |
| 1991 Atene Grecia            | ---                     | Oro 1'12"00               | Oro 2'33"12             | ---                     | Bronzo: 3'58"05 :            | ---                                |
| 1997 Bari Italia             | ---                     | Oro 1'11"14               | ---                     | ---                     | ---                          | Oro: 4'12"59 frazione: 1'10"69     |
| Universiadi                  | ---                     | 100 m rana                | 200 m rana              | ---                     | 4×100 m st. libero           | 4×100 m mista                      |
| 1983 Edmonton Canada         | ---                     | Bronzo 1'13"90            | ---                     | ---                     | ---                          | ---                                |
| 1985 Kobe Giappone           | ---                     | Bronzo 1'12"33            | ---                     | ---                     | ---                          | ---                                |
| 1987 Zagabria Jugoslavia     | ---                     | Oro 1'10"54               | Argento 2'31"75         | ---                     | ---                          | Argento: 4'14"57 :                 |

### Altri risultati
Coppa latina (vengono elencate solo le gare individuali)
- 1978: San Juan,  Porto Rico

200 m misti: oro, 2'26"40
- 1979: Rio de Janeiro,  Brasile

200 m misti: oro, 2'24"82
- 1980: Madrid,  Spagna

200 m misti: oro, 2'24"36
- 1984: Mérida,  Messico

100 m rana: oro, 1'13"44
200 m misti: oro, 2'24"11
- 1987: Buenos Aires,  Argentina

100 m rana: oro, 1'11"46
- 1989: Nizza,  Francia

100 m rana: oro, 1'10"66
- 1990: La Paz,  Messico

100 m rana: oro, 1'11"58
- 1993: Firenze,  Italia

100 m rana: oro, 1'11"88
- 1995: Belo Horizonte,  Brasile

100 m rana: oro, 1'12"19

### Campionati italiani
50 titoli individuali e 13 in staffette, così ripartiti:
- 29 nei 100 m rana
- 13 nei 200 m rana
- 7 nei 200 m misti
- 1 nei 400 m misti
- 5 nella staffetta 4×100 m stile libero
- 5 nella staffetta 4×200 m stile libero
- 3 nella staffetta 4×100 m mista

nd = non disputata
| Anno | Edizione    | st.libero 50 m | st.libero 100 m | st.libero 200 m | st.libero 4×100 m | st.libero 4×200 m | dorso 100 m | rana 100 m | rana 200 m | farfalla 100 m | misti 200 m | misti 400 m | mista 4×100 m |
| ---- | ----------- | -------------- | --------------- | --------------- | ----------------- | ----------------- | ----------- | ---------- | ---------- | -------------- | ----------- | ----------- | ------------- |
| 1978 | Primaverili | nd             | -               | -               | -                 | -                 | -           | -          | -          | -              | 2           | -           | -             |
| 1978 | Estivi      | nd             | 3               | -               | -                 | -                 | 3           | 2          | -          | -              | 1           | -           | 2             |
| 1979 | Primaverili | nd             | -               | -               | 3                 | -                 | -           | 2          | 3          | -              | 1           | 1           | 3             |
| 1979 | Estivi      | nd             | 3               | -               | 3                 | -                 | -           | 3          | -          | -              | 1           | -           | -             |
| 1980 | Primaverili | nd             | -               | -               | 3                 | -                 | -           | -          | -          | -              | 2           | -           | -             |
| 1980 | Estivi      | nd             | -               | -               | -                 | -                 | -           | 3          | -          | 2              | 2           | -           | -             |
| 1981 | Primaverili | nd             | -               | -               | -                 | -                 | -           | 3          | -          | 2              | 2           | -           | -             |
| 1981 | Estivi      | -              | -               | -               | -                 | -                 | -           | -          | -          | -              | 3           | -           | -             |
| 1982 | Primaverili | nd             | -               | 2               | 1                 | 2                 | -           | -          | -          | -              | 2           | -           | 1             |
| 1982 | Estivi      | -              | -               | -               | 2                 | 2                 | -           | 1          | 3          | -              | 2           | -           | 2             |
| 1983 | Primaverili | nd             | 3               | -               | 1                 | 2                 | -           | 3          | -          | -              | 2           | 3           | 1             |
| 1983 | Estivi      | 3              | -               | -               | 2                 | -                 | -           | 1          | -          | -              | 2           | -           | 2             |
| 1984 | Primaverili | -              | -               | -               | 1                 | 1                 | -           | 1          | -          | 3              | 1           | -           | -             |
| 1984 | Estivi      | -              | -               | -               | 1                 | 2                 | -           | 1          | 2          | -              | 1           | -           | 2             |
| 1985 | Primaverili | -              | -               | -               | -                 | -                 | -           | 1          | -          | -              | -           | -           | -             |
| 1985 | Estivi      | 2              | -               | -               | 2                 | 1                 | -           | 1          | 2          | -              | 3           | -           | 3             |
| 1986 | Primaverili | -              | 2               | -               | 2                 | -                 | -           | 3          | -          | -              | -           | -           | -             |
| 1986 | Estivi      | -              | -               | -               | -                 | -                 | -           | 1          | 1          | -              | -           | -           | -             |
| 1987 | Primaverili | -              | -               | -               | -                 | -                 | -           | 1          | 1          | -              | -           | -           | -             |
| 1987 | Estivi      | -              | -               | -               | -                 | -                 | -           | 1          | 1          | -              | 2           | -           | -             |
| 1988 | Primaverili | -              | -               | -               | -                 | -                 | -           | 1          | 1          | -              | 2           | -           | -             |
| 1988 | Estivi      | -              | -               | -               | -                 | -                 | -           | 1          | 1          | -              | 1           | -           | -             |
| 1989 | Primaverili | -              | -               | -               | -                 | -                 | -           | 1          | 2          | -              | 2           | -           | -             |
| 1989 | Estivi      | -              | -               | -               | -                 | -                 | -           | 1          | 2          | -              | 2           | -           | -             |
| 1990 | Primaverili | -              | -               | -               | -                 | -                 | -           | 1          | 2          | -              | 3           | -           | -             |
| 1990 | Estivi      | -              | -               | -               | -                 | -                 | -           | 1          | 1          | -              | 1           | -           | -             |
| 1991 | Primaverili | -              | -               | -               | -                 | -                 | -           | 1          | -          | -              | 2           | -           | -             |
| 1991 | Estivi      | -              | -               | -               | -                 | -                 | -           | 1          | 1          | -              | -           | -           | -             |
| 1992 | Primaverili | -              | -               | -               | -                 | -                 | -           | 1          | 1          | -              | -           | -           | -             |
| 1992 | Estivi      | -              | -               | -               | -                 | -                 | -           | 1          | 1          | -              | -           | -           | -             |
| 1993 | Primaverili | -              | -               | -               | -                 | -                 | -           | 1          | 2          | -              | -           | -           | -             |
| 1993 | Estivi      | -              | -               | -               | -                 | -                 | -           | 1          | 1          | -              | -           | -           | -             |
| 1994 | Primaverili | -              | -               | -               | -                 | -                 | -           | 2          | -          | -              | -           | -           | -             |
| 1994 | Estivi      | -              | -               | -               | -                 | -                 | -           | 1          | 1          | -              | 2           | -           | -             |
| 1995 | Primaverili | -              | -               | -               | -                 | -                 | -           | 1          | 2          | -              | -           | -           | -             |
| 1995 | Estivi      | -              | -               | -               | -                 | -                 | -           | 1          | 1          | -              | -           | -           | -             |
| 1996 | Primaverili | -              | -               | -               | 1                 | 1                 | -           | 1          | 2          | -              | -           | -           | 1             |
| 1996 | Estivi      | -              | -               | -               | 2                 | 1                 | -           | 1          | 1          | -              | 2           | -           | 2             |
| 1997 | Primaverili | -              | -               | -               | -                 | 1                 | -           | 1          | 2          | -              | -           | -           | -             |
| 1997 | Estivi      | -              | -               | -               | -                 | 3                 | -           | 1          | -          | -              | -           | -           | -             |
| 1998 | Primaverili | -              | -               | -               | -                 | 3                 | -           | -          | -          | -              | -           | -           | 2             |
| 1998 | Estivi      | -              | -               | -               | -                 | -                 | -           | 1          | -          | -              | -           | -           | -             |